# Boarmia cyclophora
Boarmia cyclophora là một loài bướm đêm trong họ Geometridae.